# Secretaría de Estado de Investigación, Desarrollo e Innovación
La Secretaría de Estado de Investigación, Desarrollo e Innovación de España fue una de las tres Secretarías de Estado en las que se estructuraba el antiguo Ministerio de Economía, Industria y Competitividad.

## Competencias
La Secretaría de Estado de Investigación, Desarrollo e Innovación tenía competencias en materia de investigación científica y técnica, desarrollo e innovación, incluyendo la dirección de las relaciones internacionales y la representación española en programas, foros y organizaciones internacionales y de la Unión Europea en esta materia.

## Titulares
Los titulares de la Secretaría de Estado fueron:
- Carmen Vela Olmo (30 de diciembre de 2011– 19 de junio de 2018).[2]
- Ángeles Heras Caballero (19 de junio de 2018 - )[3]

## Estructura
De la Secretaría de Estado de Investigación, Desarrollo e Innovación dependían los siguientes órganos directivos:
- La Secretaría General de Ciencia e Innovación, con rango de subsecretaría.
- La Dirección General de Política de Investigación, Desarrollo e Innovación.

Asimismo, dependían directamente de la Secretaría Estado las siguientes subdirecciones generales:
1. La Subdirección General de Coordinación de Organismos Públicos de Investigación.

Como órgano de asistencia inmediata a la titular de la Secretaría de Estado existía un Gabinete, con nivel orgánico de subdirección general.
Para el asesoramiento jurídico de la Secretaría de Estado existía una Abogacía del Estado, integrada orgánicamente en la del departamento.

### Organismos adscritos
Se adscribían al Ministerio de Economía, Industria y Competitividad, a través de la Secretaría de Estado de Investigación, Desarrollo e Innovación, los siguientes organismos públicos de investigación:
1. La Agencia Estatal de Investigación.
2. El Consejo Superior de Investigaciones Científicas (CSIC).
3. El Instituto de Salud Carlos III.
4. El Instituto Nacional de Investigación y Tecnología Agraria y Alimentaria (INIA).
5. El Centro de Investigaciones Energéticas, Medioambientales y Tecnológicas (CIEMAT).
6. El Instituto Español de Oceanografía (IEO).
7. El Instituto Geológico y Minero de España (IGME).

El Instituto de Astrofísica de Canarias se relacionaba con la Administración General del Estado a través de la Secretaría de Estado de Investigación, Desarrollo e Innovación.
La Inspección General del Ministerio de Hacienda dependía funcionalmente del titular de la Secretaría de Estado de Investigación, Desarrollo e Innovación para el ejercicio de sus competencias respecto de órganos y materias del ámbito de atribuciones de dicha Secretaría de Estado.